# اودیلون پولئونیس
اودیلون پولئونیس (انگلیسی: Odilon Polleunis؛ زادهٔ ۱ مهٔ ۱۹۴۳) بازیکن فوتبال اهل بلژیک بود.
از باشگاه‌هایی که در آن بازی کرده‌است می‌توان به باشگاه فوتبال سنت ترویدنس اشاره کرد.
وی همچنین در تیم ملی فوتبال بلژیک بازی کرده‌است.